# Universidad Internacional Árabe
la Universidad Internacional Árabe (AIU); en árabe: الجامعة العربية الدولية‎, romanizado: al-jāmi'at al-'arabīyat ad-dawlīyah es una universidad privada siria ubicada en Ghabaghib, Gobernación de Dar'a, Siria, fundada en 2005. Fue creado bajo el Decreto Presidencial n.º 193 del 05/06/2005.
El campus está ubicado en la carretera internacional entre Damasco y Daraa , a 37 kilómetros (23 millas) de la capital. El área total del campus es de 211.000 metros cuadrados (52 acres).

## Facultades
1. Facultad de Odontología
2. Departamento de Odontología
  1. Departamento de Ciencias Básicas y Médicas.
  2. Departamento de Histopatología y Anatomía
  3. Departamento de Medicina Oral
  4. Departamento de Tratamiento Dental
  5. Departamento de Implantes Dentales
  6. Departamento de Enfermedades Periodontales
  7. Departamento de Rehabilitación Oral
  8. Departamento de Ortodoncia y Odontopediatría
  9. Departamento de Cirugía Oral y Maxilofacial

1. Facultad de Farmacia
2. Facultad de Arquitectura
3. Facultad de Ingeniería Civil
4. Facultad de Ingeniería en Informática y Telecomunicaciones
  1. Departamento de Tecnología de la Información
  2. Departamento de Telecomunicaciones
  3. Departamento de Ciencias de la Computación
5. Facultad de Administración de Empresas
  1. Departamento de Gestión
  2. Departamento de Mercadotecnia
  3. Departamento de Contabilidad
  4. Departamento de Finanzas y Banca
  5. Departamento de Economía y Seguros
6. Facultad de Bellas Artes
  1. Departamento de Diseño Industrial
  2. Departamento de Diseño de Moda
  3. Departamento de Diseño de Interiores
  4. Departamento de Comunicación Visual y Diseño Gráfico
7. Facultad de Derecho